# Большой колокол
«Большой колокол» (кор. 대종상 영화제, 大鐘賞 映畵祭, Daejongsang Yeonghwajae, конц. Тэджонсан Ёнхвадже) — южнокорейская кинематографическая премия, присуждаемая и вручаемая за достижения в кино под эгидой правительства Республики Корея. Одна из двух наиболее давних, престижных и освещающихся СМИ ежегодных премий корейского кино, сравниваемых с американским «Оскаром» (другая — премия «Голубой дракон»).

## История и описание
Премия была основана Министерством культуры и информации Кореи. Исходное решение основать отечественную кинематографическую награду было сделано в 1958 году, а в 1961 она была названа премией «Большой колокол». Первое награждение состоялось в 1962 году.
После 1969 года премия была фактически упразднена на несколько лет, с попыткой заменить её «Премией Республики Корея в области культуры (секция кино)», однако после 1971 года было возобновлено награждение премией «Большой колокол», через посредство новообразованной «Ассоциации поддержки кинематографа Кореи» с целью поддержать терпящее стагнацию внутреннее кинопроизводство.
В 1970 — начале 1980-х годов существовала тенденция преимущественного награждения за фильмы, продвигающие определённые социальные ценности. С 1966 по 1985 год премия также была политизирована существованием нескольких «антикоммунистических» категорий награждения. Впоследствии премия была либерализирована, а её присуждение уравновесилось по жанрам, в 1992 году ежегодная церемония премии также приобрела фестивальный характер.
В декабре 2023 года, вскоре после проведения 59-й церемонии вручения кинопремии, Сеульский суд по делам о банкротстве объявил организацию, которой принадлежит право проведения кинофестиваля, банкротом. В ноябре 2024 года было объявлено о продаже прав на товарный знак кинофестиваля. Будущее премии «Большой колокол» неясно.

## Категории премии
В настоящее время премия вручается в следующих категориях/номинациях, победитель большинства которых избирается из предварительно отобранного шортлиста (до 5 кандидатов):
- Лучший фильм
- Лучшая режиссёрская работа
- Лучший режиссёрский дебют
- Лучшая ведущая мужская роль
- Лучшая ведущая женская роль
- Лучшая мужская роль второго плана
- Лучшая женская роль второго плана
- Лучший мужской актёрский дебют
- Лучший женский актёрский дебют
- Лучший оригинальный сценарий
- Лучший адаптированный сценарий (сценарий экранизации)
- Лучшая операторская работа
- Лучшая работа художника-постановщика
- Лучшие костюмы
- Лучший монтаж
- Лучшая музыка к фильму
- Специальный приз

## Лауреаты основных номинаций по годам

### 1960—1970-е годы
| №  | Год премии | Лучший фильм | Режиссёрская работа | Мужская роль первого плана | Женская роль первого плана | Мужская роль второго плана | Женская роль второго плана |
| -- | ---------- | --- | --- | --- | --- | --- | --- |
| 1  | 1962       | «Принц Йон Сан» (реж. Син Сан Ок) | Син Сан Ок («Гость и моя мать») | Син Ёнгён («Принц Йон Сан») | Чхве Ынхи («Sangroksu») | Ли Йечхун («Море знает») | Хан Ынчжин («Принц Йон Сан») |
| 2  | 1963       | «Красные ворота» (реж. Син Сан Ок) | Ю Хён Мок («Akkimŏpsi churyŏnta») | Син Ёнгён («Красные ворота») | То Гымбон («Saetaek») | Пак Носик («Цинь Шихуан и Великая Стена»)                                                                                                   | Хван Джонсун («Saetaek») |
| 3  | 1964       | «Hyŏlmaek» (реж. Ким Суён) | Ли Манхи («Toraoji annŭn haebyŏng») | Ким Сынхо («Hyŏlmaek») | Хван Джонсун («Hyŏlmaek») | Ким Хигап («Рис») | Чхве Джехи («Kimyakkukŭi ttaltŭl») |
| 4  | 1965       | «Глухонемой Самнён» режиссёр Син Сан Ок | «Глухонемой Самнён» режиссёр Син Сан Ок | Син Ёнгён («Дацзи») | Чхве Ынхи («Ch'ŏngilchŏnchaengkwa yŏkŏl minpi»)                                                                                             | Пак Носик («Ch'ŏngilchŏnchaengkwa yŏkŏl minpi»)                                                                                             | Юн Инджа («Ppalkan mahura») |
| 5  | 1966       | «Kaenmaŭl» (реж. Ким Суён) | Ю Хён Мок («Мученик») | Ким Джинкю («T’aeyangŭn tasi ttŭnta») | Чхве Ынхи («Minmyŏnŭri») | Чхве Намхён («Ch’up’ungryŏng») | Хван Джонсун («Kaenmaŭl») |
| 6  | 1967       | «Kwiro» (реж. Ли Манхи) | Ким Суён («Ankae») | Пак Носик («Kopal») | Мун Джонсук («Kwiro») | Юн Ильбон («Aeha») | Чу Джыннё («Mansŏn») |
| 7  | 1968       | «Тэвонгун» реж. Син Сан Ок | «Тэвонгун» реж. Син Сан Ок | Син Сонъиль («Isangŭi nalkae») | Мун Хи («K’ainŭi huye») | Пак Носик («K’ainŭi huye») | Хван Джонсун («Ŏmmaŭi ilki») |
| 8  | 1969       | 1969-1970 годы учитываются в официальной нумерации награждений, однако фактически в этот период премии ни в одной номинации не присуждались | 1969-1970 годы учитываются в официальной нумерации награждений, однако фактически в этот период премии ни в одной номинации не присуждались | 1969-1970 годы учитываются в официальной нумерации награждений, однако фактически в этот период премии ни в одной номинации не присуждались | 1969-1970 годы учитываются в официальной нумерации награждений, однако фактически в этот период премии ни в одной номинации не присуждались | 1969-1970 годы учитываются в официальной нумерации награждений, однако фактически в этот период премии ни в одной номинации не присуждались | 1969-1970 годы учитываются в официальной нумерации награждений, однако фактически в этот период премии ни в одной номинации не присуждались |
| 9  | 1970       | 1969-1970 годы учитываются в официальной нумерации награждений, однако фактически в этот период премии ни в одной номинации не присуждались | 1969-1970 годы учитываются в официальной нумерации награждений, однако фактически в этот период премии ни в одной номинации не присуждались | 1969-1970 годы учитываются в официальной нумерации награждений, однако фактически в этот период премии ни в одной номинации не присуждались | 1969-1970 годы учитываются в официальной нумерации награждений, однако фактически в этот период премии ни в одной номинации не присуждались | 1969-1970 годы учитываются в официальной нумерации награждений, однако фактически в этот период премии ни в одной номинации не присуждались | 1969-1970 годы учитываются в официальной нумерации награждений, однако фактически в этот период премии ни в одной номинации не присуждались |
| 10 | 1971       | — | Ю Хён Мок («Pullyegi») | Чан Донхви («Taechŏnchang») | Юн Донхи («Pullyegi») | Чхве Мурён («Machimak hwangt’aecha Yŏngch’inwang»)                                                                                          | Са Миджа («Pullyegi») |
| 11 | 1972       | «Ŭisa anchungkŭn» | Син Сан Ок («P’yŏngyang p’okkyŏktae») | Хван Хэ («P’yŏngyang p’okkyŏktae») | Го Ынъа («Myŏnŭri») | Ким Хыйгап («Chakŭn kkumi kkoch’p’il ttae»)                                                                                                 | То Гымбон («Chakŭn kkumi kkoch’p’il ttae»)                                                                                                  |
| 12 | 1973       | «Hongŭi changkun» | Чхве Хун («Susŏnhwa») | Намгун Вон («Tachŏngtahan») | Юн Ёнгён («Piryŏnŭi pŏngŏri samryong») | Пак Ам («Yŏlkungnyŏ») | Чхве Инсук («Piryŏnŭi pŏngŏri samryong») |
| 13 | 1974       | «T’ochi» режиссёр Ким Суён | «T’ochi» режиссёр Ким Суён | Пак Гынхён («Li Chungsŏp») | Ким Джими («T’ochi») | Хо Джанган («Kkoch’sangyŏ») | То Гымбон («T’ochi») |
| 14 | 1975       | «Pulkkot» (реж. Ю Хён Мок) | Ли Манхи («Samp’o kanŭn kil») | Ха Мёнджун («Pulkkot») | Ким Джими («Yukch’eŭi yaksok») | Чхве Намхён («Samp’o kanŭn kil») | Пак Джонджа («Yukch’eŭi yaksok») |
| 15 | 1976       | «Ŏmŏni» | Соль Тхэхо («Wŏnsankongchak») | Син Иллён («Arapiaŭi ilmong») | Чхве Минхи («Pissokŭi yŏnintŭl») | Чан Донхви («Ŏmŏni») | Тхэ Хёнсиль («Wŏnsankongchak») |
| 16 | 1977       | «Nanchungilki» | Чхве Инхён («Chipnyŏm») | Ким Джинкю («Nanchungilki») | Юн Мира («Koka») | Юн Ильбон («Ch’opun») | Сонъу Ённё («Sanpul») |
| 17 | 1978       | «Kyŏngch’alkwan» | Им Квон Тхэк («Chokpo») | Ха Мёнджун («Chokpo») | Го Ынна («Kwapu») | Чхве Пурам («Сечжон Великий») | Мун Джонсук («Kyŏngch’alkwan») |
| 18 | 1979       | «Kispal ŏpsnŭn kisu» | Чон Джинъу («Simpwassta») | Чхве Пурам («Talryŏra mansŏka») | Ю Джиин («Simpwassta») | Хван Хэ («Simpwassta») | Чон Эран («Ŭlhwa») |

### 1980—1990-е годы
| №  | Год премии | Лучший фильм                                          | Режиссёрская работа                                   | Мужская роль первого плана                         | Женская роль первого плана                           | Мужская роль второго плана                         | Женская роль второго плана              |
| -- | ---------- | ----------------------------------------------------- | ----------------------------------------------------- | -------------------------------------------------- | ---------------------------------------------------- | -------------------------------------------------- | --------------------------------------- |
| 19 | 1980       | «Saramŭi atŭl»                                        | Ли Джанхо («Param purŏ choŭn nal»)                    | Ли Дэгын («Ppŏkkukito pame unŭnka»)                | Чон Юнхи («Ppŏkkukito pame unŭnka»)                  | Пак Ам («Ttangulrim»)                              | Ким Синджэ («Ppŏkkukito pame unŭnka»)   |
| 20 | 1981       | «Ch’otaepatŭn saramtŭl» (реж. Чхве Хавон)             | Им Квон Тхэк («Мандала»)                              | Намгун Вон («P’imak»)                              | Чон Юнхи («Aengmusae momŭro ulŏssta»)                | Чон Мусон («Мандала»)                              | Ким Хёнджа («Aengmusae momŭro ulŏssta») |
| 21 | 1982       | «Najŭn tero imhasosŏ» реж. Ли Джанхо                  | «Najŭn tero imhasosŏ» реж. Ли Джанхо                  | Ан Сонги («Сh'ŏlintŭl»)                            | Ким Боён («Kkopangtongne saramtŭl»)                  | Ким Хира («Kkopangtongne saramtŭl»)                | —                                       |
| 22 | 1983       | «Yŏin Janhoksa Mulleya Mulleya» реж. Ли Дуён          | «Yŏin Janhoksa Mulleya Mulleya» реж. Ли Дуён          | Ан Сонги («Ankaemaŭl»)                             | Чан Михи («Сhŏktoŭi kkoch'»)                         | Ким Хира («Pulŭi ttal»)                            | Ко Дусим («Chilt’u»)                    |
| 23 | 1984       | «Chanyŏmok» реж. Чон Джинъу                           | «Chanyŏmok» реж. Чон Джинъу                           | Юн Ильбон («Kakop’a»)                              | Ли Мисук («Kŭhae kyŏulŭn ttattŭshaessne»)            | Ким Мусэн («Kip’ko kip'ŭn kŭkose»)                 | Пак Джонджа («Chanyŏmok»)               |
| 24 | 1985       | «Emi»                                                 | Пэ Джанхо («Gipgo puleun bam»)                        | Ан Сонги («Gipgo puleun bam»)                      | Ким Джими («Гильсодом»)                              | Нагису («Hwanyeochon»)                             | Хан Ынджин («Oshin» )                   |
| 25 | 1986       | «Angae gidung» (реж. Пак Чольсу)                      | Им Квон Тхэк («Tikes»)                                | Ли Ёнха («Angae gidung»)                           | Чхве Мёнгиль («Angae gidung»)                        | Син Сонъиль («Dalbich sanyangkkun»)                | Ли Хеён («Gyeoul nageune»)              |
| 26 | 1987       | «Yeonsan Ilgi» реж. Им Квон Тхэк                      | «Yeonsan Ilgi» реж. Им Квон Тхэк                      | Ли Ёнха («Ulineun jigeum jenebalo ganda»)          | Кан Суён («Ulineun jigeum jenebalo ganda»)           | Ли Дэгын («Gamja»)                                 | Ким Хёнджа («Gamja»)                    |
| 27 | 1989       | «Вознесись!» (реж. Им Квон Тхэк)                      | Ким Хосун («Seoul mujigae»)                           | Ли Докхва («Chueog-ui ileum-eulo»)                 | Кан Суён («Вознесись!»)                              | Хан Джииль («Вознесись!»)                          | Ким Джими («Chueog-ui ileum-eulo»)      |
| 28 | 1990       | «Churakhaneun geos eun nalgaega itda» реж. Чан Гильсу | «Churakhaneun geos eun nalgaega itda» реж. Чан Гильсу | Син Сонъиль («Kolian keonegsyeon»)                 | Кан Суён («Churakhaneun geos eun nalgaega itda»)     | Ким Хира («Sutalg»)                                | Ю Хери («Umukbaemi eui sarang»)         |
| 29 | 1991       | «Jeolmeun nalui chosang» реж. Квак Джигюн             | «Jeolmeun nalui chosang» реж. Квак Джигюн             | Ли Ёнха («Danji geudaega yeojalaneun iyuman-eulo») | Вон Мигён («Danji geudaega yeojalaneun iyuman-eulo») | Пак Гынхён («Nuga yong-ui baltob-eul boassneunga») | Пэ Джонъок («Jeolmeun nalui chosang»)   |
| 30 | 1992       | «Gaebyeok» (реж. Им Квон Тхэк)                        | Ким Хосун («Saui Chanmi»)                             | Ли Докхва («Gaebyeok»)                             | Чан Михи («Saui Chanmi»)                             | Ли Гёнъён («Saui Chanmi»)                          | Ли Хеён («Gaebyeok»)                    |
| 31 | 1993       | «Сопьёндже» реж. Им Квон Тхэк                         | «Сопьёндже» реж. Им Квон Тхэк                         | Ли Докхва («Я буду жить!»)                         | Сим Хеджин («Kyeolhon iyagi»)                        | Ли Гёнъён («Hayan jeonjaeng»)                      | Ли Миён («Nunkkoch»)                    |
| 32 | 1994       | «Duyeoja iyagi» (реж. Ли Джонгук)                     | Чан Сон У («Hwa-Om-Kyung»)                            | Ан Сонги, Пак Джунхун («Two Cops»)                 | Юн Джонхи («Manmubang»)                              | Син Сонъиль («Jeungbal»)                           | Нам Суджон («Duyeoja iyagi»)            |
| 33 | 1995       | «Yeongwonhan jeguk» реж. Пак Джонвон                  | «Yeongwonhan jeguk» реж. Пак Джонвон                  | Ким Гапсу («Taebaek Sanmaek»)                      | Чхве Джинсиль («Manula jugigi»)                      | Чхве Джонвон («Yeongwonhan jeguk»)                 | Чон Гёнсун («Taebaek Sanmaek»)          |
| 34 | 1996       | «Enikkeng» реж. Ким Хосун                             | «Enikkeng» реж. Ким Хосун                             | Чхве Минсу («Террорист»)                           | Сим Хеджин («Eunhaengnamu chimdae»)                  | Ким Ильу («Hagsaeng bugunsin-wi»)                  | Ким Чхон («Enikkeng»)                   |
| 35 | 1997       | «Jeopsok» (реж. Чан Юнхён)                            | Чон Джиён («Блэкджек»)                                | Хан Соккю («Зелёная рыба»)                         | Сим Хеджин («Зелёная рыба»)                          | Лим Чханджон («Beat»)                              | Чон Гёнсун («Chang»)                    |
| 36 | 1999       | «Areumdaoon shijeol» реж. Ли Гванмо                   | «Areumdaoon shijeol» реж. Ли Гванмо                   | Чхве Мин Сик («Шири»)                              | Сим Ынха («Misulgwan yup dongmulwon»)                | Чон Джинъён («Yagsog»)                             | Ли Миён («Шёпот стен»)                  |

### 2000—2010-е годы
| №  | Год премии | Лучший фильм                                                | Режиссёрская работа                         | Мужская роль первого плана                                   | Женская роль первого плана               | Мужская роль второго плана                                             | Женская роль второго плана                                                               |
| -- | ---------- | ----------------------------------------------------------- | ------------------------------------------- | ------------------------------------------------------------ | ---------------------------------------- | ---------------------------------------------------------------------- | ---------------------------------------------------------------------------------------- |
| 37 | 2000       | «Мятная конфета» реж. Ли Чхан Дон                           | «Мятная конфета» реж. Ли Чхан Дон           | Чхве Минсу («Yuryŏng»)                                       | Чон До Ён («Nae Maŭmŭi P’unggŭm»)        | Чу Джинмо («Хэппи-энд»)                                                | Ким Ёджин («Мятная конфета»)                                                             |
| 38 | 2001       | «Объединённая зона безопасности» (реж. Пак Чхан Ук)         | Хан Джисын («Haru»)                         | Сон Кан Хо («Объединённая зона безопасности»)                | Ко Со Ён («Haru»)                        | Чон Ынпхё («Килиманджаро»)                                             | Юн Соджон («Haru»)                                                                       |
| 39 | 2002       | «Chipŭro…» (реж. Ли Джонхян)                                | Сон Хэсон («Файлан»)                        | Соль Гёнгу («Враг общества»)                                 | Чон Джихён («Дрянная девчонка»)          | Тору Накамура («2009: Утраченные воспоминания» )                       | Пан Ынджин («Such’wiin pulmyŏng»)                                                        |
| 40 | 2003       | «Воспоминания об убийстве» реж. Пон Чжун Хо                 | «Воспоминания об убийстве» реж. Пон Чжун Хо | Сон Кан Хо («Воспоминания об убийстве»)                      | Ли Миён («Chungdok»)                     | Пэк Юнсик («Спасти зеленую планету!»)                                  | Сон Юнъа («Kwangbokchŏl t'ŭksa»)                                                         |
| 41 | 2004       | «Весна, лето, осень, зима… и снова весна» (реж. Ким Ки Дук) | Пак Чхан Ук («Олдбой»)                      | Чхве Мин Сик («Олдбой»)                                      | Мун Сори («Paramnan kajok»)              | Хо Джунхо («Сильмидо»)                                                 | Ким Гаён («Ŏtisŏnka nukunkae musŭn ili saengkimyŏn t'ŭlrimŏpsi nat’ananta hongpanchang») |
| 42 | 2005       | «Марафон» (реж. Чон Юнчхоль)                                | Сон Хэсон («Рикидодзан»)                    | Чо Сынъу («Марафон»)                                         | Ким Хесу («Ŏlkul ŏpsnŭn minyŏ»)          | Хван Джонмин («Горечь и сладость»)                                     | На Мунхи («Chumŏki unda»)                                                                |
| 43 | 2006       | «Король и шут» реж. Ли Чжун Ик                              | «Король и шут» реж. Ли Чжун Ик              | Кам Усон («Король и шут»)                                    | Чон До Ён («Nŏnŭn nae unmyŏng»)          | Ю Хэджин («Король и шут»)                                              | Кан Хеджон «Добро пожаловать в Тонмакколь»                                               |
| 44 | 2007       | «Семейные узы» (реж. Ким Тхэён)                             | Пон Чжун Хо («Вторжение динозавра»)         | Ан Сонги («Radio Star»)                                      | Ким Аджун («Minyŏ-nŭn kwerowŏ»)          | Ким Юнсок («Chŭlgŏun Insaeng»)                                         | Сим Хеджин («Kukkyŏngŭi namtchok»)                                                       |
| 45 | 2008       | «Преследователь» (реж. На Хонджин)                          | «Преследователь» (реж. На Хонджин)          | Ким Юнсок («Преследователь»)                                 | Ким Юнджин («Семь дней»)                 | Ю Джунсан («Rit'ŏn»)                                                   | Ким Хэсук («Mupangpi tosi»)                                                              |
| 46 | 2009       | «Sin’gijŏn» (реж. Ким Юджин)                                | Ким Ёнхва («Взлёт»)                         | Ким Мёнмин («Ближе к небесам»)                               | Су Э («Nimŭn mŏn kose»)                  | Джин Гу («Мать»)                                                       | Ким Ёнъэ («Aecha»)                                                                       |
| 47 | 2010       | «Поэзия» (реж. Ли Чхан Дон)                                 | Кан Усок («Омут»)                           | Вон Бин («Человек из ниоткуда»)                              | Юн Джонхи («Поэзия»)                     | Ким Хира («Поэзия») Сон Сэбёк («История Чун Хян, рассказанная слугой») | Юн Ёджон («Служанка»)                                                                    |
| 48 | 2011       | «Линия фронта» (Чан Хун)                                    | Кан Хёнчхоль («Sunny»)                      | Пак Хэиль («Стрела. Абсолютное оружие»)                      | Ким Ханыль («Слепая»)                    | Чо Сонха («Жёлтое море»)                                               | Сим Ынгён («Romantic Heaven»)                                                            |
| 49 | 2012       | «Маскарад» реж. Чху Чханмин                                 | «Маскарад» реж. Чху Чханмин                 | Ли Бёнхон («Маскарад»)                                       | Чо Минсу («Пьета»)                       | Рю Сыннён («Маскарад»)                                                 | Ким Хэсук («Todukdŭl»)                                                                   |
| 50 | 2013       | «Читающий лица» реж. Хан Джэрим                             | «Читающий лица» реж. Хан Джэрим             | Рю Сыннён («Чудо в камере № 7») Сон Кан Хо («Читающий лица») | Ом Джонхва («Montage»)                   | Ли Джонджэ («Читающий лица»)                                           | Чан Ённам («Nŭkdae Sonyŏn»)                                                              |
| 51 | 2014       | «Битва за Мён-рян» (Ким Ханмин)                             | Ким Сонхун (Kkeutkkaji Ganda)               | Чхве Минсик («Битва за Мён-рян»)                             | Сон Йеджин (Haejeok: Badaro Gan Sanjeok) | Ю Хэджин (Haejeok: Badaro Gan Sanjeok)                                 | Ким Ёнъэ («Адвокат»)                                                                     |
| 52 | 2015       | «Ода моему отцу», реж. Юн Джегюн                            | «Ода моему отцу», реж. Юн Джегюн            | Хван Чонмин («Ода моему отцу»)                               | Чон Чихён («Убийство»)                   | О Далсу («Ода моему отцу»)                                             | Ким Хэсук (Садо)                                                                         |
| 53 | 2016       | «Инсайдеры», реж. У Минхо                                   | «Инсайдеры», реж. У Минхо                   | Ли Бён Хон («Инсайдеры»)                                     | Сон Йеджин («Принцесса Токхе»)           | Ом Тхэгу («Секретный агент»)                                           | Ра Миран («Принцесса Токхе»)                                                             |
| 54 | 2017       | «Таксист» (реж. Чан Хун)                                    | Ли Чжуньик («Пак Ёль»)                      | Соль Гёнгу («Безжалостный»)                                  | На Мунхи («Пак Ёль»)                     | Пэ Сонъу («Король»)                                                    | Ким Соджин («Король»)                                                                    |